# 澀谷遙
澀谷遙（日语：しぶやはるか，1982年1月7日—），出身於神奈川縣的女性舞台剧演员及配音演员，文学座所属。

## 生平
- 2002年初加入舞台，2004年加入文學座研究所，2009年成為劇團團員。

## 演出作品

### 舞台劇
2002年
- ルーシー26

2007年
- 罪と罰
- 若草物語

2008年
- ダウト 疑いをめぐる寓話
- トムは真夜中の庭で
- 長崎ぶらぶら節

2009年
- 崩れたバランス
- Texture Regained〜記憶の肌理〜
- 都民

2010年
- 女の一生
- カシオペア
- カラムとセフィーの物語

2011年
- 思い出のブライトン・ビーチ
- カラスの国

2012年
- 「THE TUNNEL」ユニークポイント

2013年
- 「Butterflies in my stomach」On7
- 効率学のススメ
- ギャラリー・ルデコ「ヘッダ・ガブラー」（ヘッダ・ガブラー）アトリエ・センターフォワード」
- 「Fragments-枕草子-」
- サンモールスタジオ「起て、飢えたる者よ」（西牟田康子）劇団チョコレートケーキ

2014年
- こまばアゴラ劇場　「人魚の夜」青☆組
- シアター711「痒み」On7第１回公演
- フリースペース無何有「朗読劇・父と暮らせば」親八会
- 吉祥寺シアター「星の結び目」青☆組
- お茶の水OCC 「扉～Ready Freddie Go!!!～」On7番外公演
- 多摩1キロフェス 路上パフォーマンス On7番外公演
- 「ワンコインチャリティコンサート 扉～Ready Freddie Go!!!～」On7番外公演

2015年
- 下北沢劇小劇場「愛をこめてあなたを憎む」T-PROJECT
- こまばアゴラ劇場「その頬、熱線に焼かれ」On7第2回公演
- 上野ストアハウス「烈々と燃え散りしあの花かんざしよ」温泉ドラゴン

## 配音作品

### 電視动画
- 殺戮重生犬屋敷（2017年）- 仲尾

### 劇場版动画
- 崖上的波兒（2008年）
- 踢躂小企鵝2（2012年）
- 風起了（2013年）

### 吹替
電視/電影
| 作品年份 | 作品名稱               | 配演角色             | 演員                   | 媒介備註          |
| -------- | ---------------------- | -------------------- | ---------------------- | ----------------- |
| 2014     | 驚天諜變：魅影特攻     | 凱西‧穆勒            | 姬拉·麗莉              | 影碟版本          |
| 2016     | 最美的安排             | Aimee Moore          | 姬拉·麗莉              | 影碟版本          |
| 2014     | 米芝蓮摘星奇緣         | 瑪格麗特             | 夏綠蒂·羅蘋            | 影碟版本          |
| 2015     | 命懸一線               | Annie Allix          | 夏綠蒂·羅蘋            | 影碟版本          |
| 2009     | 艾玛                   | 珍·奧斯汀            | 蕾夢娜·葛瑞            | 追加收錄影碟版本  |
| 2010     | 聖殿春秋               | Maud                 | 艾麗森·皮尔            | NHK頻道           |
| 2011     | 來佬奇緣               | Talia                | 古古·瑪芭塔-勞         | 影碟版本          |
| 2011     | 最爆伴娘團             | Becca                | 艾麗·坎伯爾            | 影碟版本          |
| 2011     | 慾海浮生               | Veda Pierce          | 摩根·坦拿              | WOWOW頻道         |
| 2012     | 懷抱太陽的月亮         | 尹寶鏡               | 金旼序                 | NHK頻道           |
| 2013     | 神盾局特工             | Daisy「Skye」Johnson | 汪可盈                 | WOWOW頻道/DVD版本 |
| 2013     | 時間的針腳             | 希拉                 | 阿德麗安娜·尤加特      | NHK頻道           |
| 2013     | 回到最愛的一天         | Mary                 | 麗素·麥雅當絲          | 影碟版本          |
| 2013     | 神醫                   | Rebecca              | 艾瑪·里格比            | 影碟版本          |
| 2013     | 超人：鋼鐵英雄         | Jenny                | 莉碧嘉·布勒            | 公映/影碟版本     |
| 2013     | 偷書賊                 | Liesel Meminger      | 索菲·內利瑟            | 影碟版本          |
| 2014     | 新美女與野獸           | 公主                 | 蕾雅·瑟杜              | 影碟版本          |
| 2014     | 美國狙擊手             | 泰雅·勞倫絲·凱爾     | 席艾娜·米勒            | 影碟版本          |
| 2014     | 婚外情事               | 艾莉森·貝利          | 露絲·威爾遜            | WOWOW頻道         |
| 2015     | 百塔牌                 | Holly                | 多米妮克·加西亞-羅利多 | 影碟版本          |
| 2015     | 沒終點的愛             | Sophia Danko         | 布麗特妮·羅伯森        | 影碟版本          |
| 2015     | 新戰爭与和平           | Marya                | 傑茜·巴克利            | NHK頻道           |
| 2016     | 蝙蝠俠對超人：正義曙光 | Jenny                | 莉碧嘉·布勒            | 公映/影碟版本     |
| 2016     | 王冠                   | 伊麗莎白二世         | 克萊爾·福伊            | Netflix頻道       |
| 2016     | 俠盜一號：星球大戰外傳 | Jyn Erso             | 費莉絲蒂·瓊斯          | 公映/影碟版本     |